# Кубок Болгарії з футболу 1955
Кубок Болгарії з футболу 1955 — 15-й розіграш кубкового футбольного турніру в Болгарії. Титул вдруге поспіль здобув ЦДНА (Софія).

## Перший раунд
| Команда 1           | Рахунок | Команда 2                 |
| ------------------- | ------- | ------------------------- |
| ДНА (Русе)          | 2:1     | Червено знаме (Видин)     |
| Спартак (Пловдив)   | 3:1     | Червено знаме (Тирново)   |
| Спартак (Софія)     | 4:0     | Міньор (Димитров)         |
| ВПС (Софія)         | 3:2     | Динамо (Софія)            |
| Динамо (Ямбол)      | 1:0     | Червено знаме (Павликени) |
| Локомотив (Софія)   | 8:1     | Червено знаме (Поморіє)   |
| ДНА (Пловдив)       | 4:1     | Септемврі (Плевен)        |
| ВМС (Сталін)        | 2:1     | Спартак (Сталін)          |
| Спартак (Плевен)    | 2:0     | Септемврі (Толбухін)      |
| Локомотив (Пловдив) | 2:1 дч  | Торпедо (Димитров)        |

## 1/8 фіналу
| Команда 1           | Рахунок | Команда 2              |
| ------------------- | ------- | ---------------------- |
| Ударник (Софія)     | 2:1 дч  | Завод 12 (Софія)       |
| ДНА (Русе)          | 3:1     | Септемврі (Тирговиште) |
| Спартак (Пловдив)   | 3:1     | Спартак (Софія)        |
| Динамо (Пловдив)    | 1:0     | ВПС (Софія)            |
| Локомотив (Софія)   | 6:1     | Динамо (Ямбол)         |
| ДНА (Пловдив)       | 1:0     | ВМС (Сталін)           |
| ЦДНА (Софія)        | 6:1     | ДНА (Хасково)          |
| Локомотив (Пловдив) | 3:1     | Спартак (Плевен)       |

## 1/4 фіналу
| Команда 1         | Рахунок | Команда 2           |
| ----------------- | ------- | ------------------- |
| Ударник (Софія)   | 6:0     | ДНА (Русе)          |
| Спартак (Пловдив) | 1:1 дч  | Динамо (Пловдив)    |
| ДНА (Пловдив)     | 3:2     | Локомотив (Софія)   |
| ЦДНА (Софія)      | 4:1     | Локомотив (Пловдив) |

Перегравання
| Команда 1         | Рахунок | Команда 2        |
| ----------------- | ------- | ---------------- |
| Спартак (Пловдив) | 2:2 дч  | Динамо (Пловдив) |
| Спартак (Пловдив) | 1:0     | Динамо (Пловдив) |

## 1/2 фіналу
| Команда 1         | Рахунок | Команда 2       |
| ----------------- | ------- | --------------- |
| Спартак (Пловдив) | 1:0     | Ударник (Софія) |
| ЦДНА (Софія)      | 4:2     | ДНА (Пловдив)   |

## Фінал
| 11 грудня 1955 |

| ЦДНА (Софія)                              | 5:2 дч   | Спартак (Пловдив)         |
| ----------------------------------------- | -------- | ------------------------- |
| Міланов 7', 29', 108' Панайотов 97', 113' | Протокол | М. Душев 40' Д. Дешев 60' |

| «Васил Левський», Софія Глядачів: 32 000 Арбітр: Йордан Таков |